# Peritassa retusa
Peritassa retusa là một loài thực vật có hoa trong họ Dây gối. Loài này được (Miers) A.C. Sm. mô tả khoa học đầu tiên năm 1940.